# Daria
A Daria 1997 és 2002 között vetített amerikai számítógépes animációs szitkom, amelyet Glenn Eichler és Susie Lewis Lynn alkotott. A Beavis és Butt-head spin-offja. Mike Judge, a Beavis és Butt-head megalkotója nem vett részt a sorozat készítésében. 
A sorozat a címadó tinédzser főszereplőről szól, aki már szerepelt a Beavis és Butthead-ben is. A saját sorozatában különféle kalandokba keveredik, ezúttal Beavis és Butt-head nélkül. Az eredeti produkcióról eltérően a Daria komolyabb jellegű, és főleg a tinédzserkori problémákkal foglalkozik.
A sorozat öt évadot és hetven epizódot élt meg. Az Amerikai Egyesült Államokban az MTV 1997. március 3-án, míg Magyarországon a Comedy Central mutatta be 2024. június 24-én.

## Ismertető
Daria Morgendorffer egy okos, fanyar, kissé embergyűlölő/cinikus tinilány, aki legjobb barátnőjével, a művészjelölt Jane Lane-nel együtt figyeli az őt körülvevő világot. A két lány dinamikája akkor változott meg, amikor Jane kapcsolatot kezdett Tom Sloane-nal. Bár Daria eleinte nem akarja elfogadni Tomot, mert attól fél, hogy elveszíti legjobb barátnőjét, ő és Tom egyre közelebb kerülnek egymáshoz és a végén egymásba szeretnek.

## Szereplők

### Főszereplők
| Szereplők           | Színész          | Magyar hang    | Leírás                                                                                              |
| ------------------- | ---------------- | -------------- | --------------------------------------------------------------------------------------------------- |
| Daria Morgendorffer | Tracy Grandstaff | Lamboni Anna   | Tinédzser lány, aki intellektuális, pesszimista, cinikus és szarkasztikus.                          |
| Jane Lane           | Wendy Hoopes     | Györfi Laura   | Daria legjobb művészbarátja és kitaszított társa, valamint az öt Lane testvér közül a legfiatalabb. |
| Quinn Morgendorffer | Wendy Hoopes     | Gyarmati Laura | Daria húga és a Divatklub tagja.                                                                    |
| Helen Morgendorffer | Wendy Hoopes     | Zakariás Éva   | Daria és Quinn édesanyja, aki egy munkamániás vállalati ügyvéd és a család fő keresője.             |
| Jake Morgendorffer  | Julián Rebolledo | Juhász Zoltán  | Daria és Quinn apja, aki értékesítési/marketing tanácsadóként dolgozik.                             |

### Mellékszereplők
| Szereplők                        | Színész                                                                                               | Magyar hang                                                                    | Leírás                                                                                             |
| -------------------------------- | --- | ------------------------------------------------------------------------------ | -------------------------------------------------------------------------------------------------- |
| Brittany Taylor                  | Lisa Kathleen Collins                                                                                 | Hermann Lilla                                                                  | A Lawndale High dilis pompomlánya és Kevin barátnője.                                              |
| Sandi Griffin                    | Lisa Kathleen Collins                                                                                 | Magyar Viktória                                                                | A Divatklub elnöke.                                                                                |
| Kevin Thompson                   | Marc Thompson                                                                                         | Markovics Tamás                                                                | A Lawndale High irányítója és Brittany barátja.                                                    |
| Jodie Landon                     | Jessica Cydnee Jackson                                                                                | Czető-Fritz Éva                                                                | Lawndale High iskolai elnöke, aki egyike a kevés hozzáértő diáknak.                                |
| Michael “Mack” Jordan MacKenzie  | Delon Ferdinand (1. évad) Paul Williams (1-2. évad) Kevin Daniels (3. évad) Amir Williams (4–5. évad) | Baráth István                                                                  | Jodie barátja és a Lawndale High futballcsapatának kapitánya.                                      |
| Charles “Csakli” Ruttheimer, III | Marc Thompson (1. évad) Geoffrey Arend (2–5. évad)                                                    | Czető Ádám                                                                     | Ellenszenves, kacér diák.                                                                          |
| Trent Lane                       | Alvaro J. Gonzalez                                                                                    | Czető Ádám                                                                     | Jane testvére és Daria első szerelme.                                                              |
| Tom Sloane                       | Russell Hankin                                                                                        | Bergendi Áron                                                                  | Jane, majd Daria szerelme.                                                                         |
| Jamie                            | Marc Thompson                                                                                         | Berkes Bence                                                                   | Középiskolás diák és az iskola focicsapatának tagja, aki folyamatosan versenyez Quinn vonzalmáért. |
| Mr. Timothy O'Neill              | Marc Thompson                                                                                         | Bor László (1-2. évad, 3x9–13. rész, 4-5. évad) Geri Tamás (3. évad 1-8. rész) | Túlságosan szentimentális angoltanár.                                                              |
| Mr. Anthony DeMartino            | Marc Thompson                                                                                         | Katona Zoltán                                                                  | Történelemtanár.                                                                                   |

### Magyar változat
A szinkront a Labor Film szinkronstúdió készítette.
- Főcím: Kisfalusi Lehel
- Magyar szöveg: Borsos Dávid
- Hangmérnök és vágó: Hegyessy Ákos (1. évad, 3. évad, 5. évad), Magán Olivér (1–5. rész), Hajas Gábor (6–15. rész, 19. rész,  41. rész,  46–52. rész), Papp Zoltán István (2. évad, 4. évad)
- Gyártásvezető: Mészáros Szilvia
- Szinkronrendező: Berzsenyi Márta
- Produkciós vezető: Legény Judit

## Évados áttekintés
| Évad | Évad | Epizódok | Eredeti sugárzás  | Eredeti sugárzás    | Magyar sugárzás  | Magyar sugárzás    |
| Évad | Évad | Epizódok | Évadpremier       | Évadfinálé          | Évadpremier      | Évadfinálé         |
| ---- | ---- | -------- | ----------------- | ------------------- | ---------------- | ------------------ |
|      | 1    | 13       | 1997. március 3.  | 1997. július 21.    | 2024. június 24. | 2024. július 2.    |
|      | 2    | 13       | 1998. február 16. | 1998. augusztus 3.  | 2024. július 2.  | 2024. július 10.   |
|      | 3    | 13       | 1999. február 17. | 1999. augusztus 18. | 2024. július 11. | 2024. július 19.   |
|      | 4    | 13       | 2000. február 25. | 2000. augusztus 2.  | 2024. július 19. | 2024. július 29.   |
|      | 5    | 13       | 2001. február 19. | 2001. június 25     | 2024. július 29. | 2024. augusztus 7. |

## Epizódok

### 1. évad (1997)
| Sor. | Év. | Cím                                        | Rendező                                       | Író                                | Premier                            |
| ---- | --- | ------------------------------------------ | --------------------------------------------- | ---------------------------------- | ---------------------------------- |
| 1.   | 1.  | Önbecsülők (Esteemsters)                   | Ken Kimmelman és Paul Sparagano               | Glenn Eichler                      | 1997. március 3. 2024. június 24.  |
| 2.   | 2.  | A meghívás (The Invitation)                | Karen Disher                                  | Anne D. Bernstein                  | 1997. március 10. 2024. június 24. |
| 3.   | 3.  | Egyetemi unalom (College Bored)            | Margaret E. Rutherford                        | Sam Johnson és Chris Marcil        | 1997. március 17. 2024. június 25. |
| 4.   | 4.  | Elhidegült kávé (Cafe Disaffecto)          | Eric Fogel                                    | Glenn Eichler                      | 1997. március 24. 2024. június 25. |
| 5.   | 5.  | Beplázázva (Malled)                        | Ken Kimmelman és Paul Sparagano               | Neena Beber                        | 1997. március 31. 2024. június 26. |
| 6.   | 6.  | Az idei modell (This Year's Model)         | Karen Disher                                  | Glenn Eichler és Laura Kightlinger | 1997. április 7. 2024. június 26.  |
| 7.   | 7.  | Kísérleti egér (The Lab Brat)              | Chris Prynoski                                | Peggy Nicoll                       | 1997. április 14. 2024. június 27. |
| 8.   | 8.  | Spéciszitter (Pinch Sitter)                | Karen Disher                                  | Anne D. Bernstein                  | 1997. június 9. 2024. június 27.   |
| 9.   | 9.  | Túl cuki (Too Cute)                        | Eric Fogel                                    | Larry Doyle                        | 1997. június 16. 2024. június 28.  |
| 10.  | 10. | Bíróságon (The Big House)                  | Karen Disher                                  | Sam Johnson és Chris Marcil        | 1997. június 30. 2024. június 28.  |
| 11.  | 11. | Aggodalmas úton (Road Worrier)             | Eric Fogel                                    | Anne D. Bernstein                  | 1997. július 7. 2024. július 1.    |
| 12.  | 12. | Jake tanításai (The Teachings of Don Jake) | Karen Disher                                  | Glenn Eichler                      | 1997. július 14. 2024. július 1.   |
| 13.  | 13. | A nyomorult (The Misery Chick)             | Karen Hyden, Paul Sparagano és Machi Tantillo | Glenn Eichler                      | 1997. július 21. 2024. július 2.   |

### 2. évad (1998)
| Sor. | Év. | Cím                                                  | Rendező                                  | Író                         | Premier                             |
| ---- | --- | ---------------------------------------------------- | ---------------------------------------- | --------------------------- | ----------------------------------- |
| 14.  | 1.  | Kegyetlen művészet (Arts 'N Crass)                   | Karen Disher                             | Glenn Eichler               | 1998. február 16. 2024. július 2.   |
| 15.  | 2.  | A Daria-vadász (The Daria Hunter)                    | Eric Fogel                               | Peggy Nicoll                | 1998. február 23. 2024. július 3.   |
| 16.  | 3.  | Quinn, a nagyokos (Quinn the Brain)                  | Sue Perrotto                             | Rachel Lipman               | 1998. március 2. 2024. július 3.    |
| 17.  | 4.  | Boldogító nem (I Don't)                              | Tony Kluck                               | Peter Gaffney               | 1998. március 9. 2024. július 4.    |
| 18.  | 5.  | Azok a régi hülyeségek (That Was Then, This Is Dumb) | Sue Perrotto                             | Anne D. Bernstein           | 1998. március 16. 2024. július 4.   |
| 19.  | 6.  | Szörnyeteg (Monster)                                 | Eric Fogel                               | Neena Beber                 | 1998. március 23. 2024. július 5.   |
| 20.  | 7.  | Az új srác (The New Kid)                             | Tony Kluck                               | Sam Johnson és Chris Marcil | 1998. március 30. 2024. július 5.   |
| 21.  | 8.  | Tehetségesek (Gifted)                                | Karen Disher, Eric Fogel és Tony Kluck   | Peggy Nicoll                | 1998. június 29. 2024. július 8.    |
| 22.  | 9.  | Betegség (Ill)                                       | Sue Perrotto                             | Peter Gaffney               | 1998. július 6. 2024. július 8.     |
| 23.  | 10. | Elég korrekt (Fair Enough)                           | Karen Disher, Tony Kluck és Sue Perrotto | Peggy Nicoll                | 1998. július 13. 2024. július 9.    |
| 24.  | 11. | Jane fut (See Jane Run)                              | Eric Fogel, Tony Kluck és Sue Perrotto   | Rachelle Romberg            | 1998. július 20. 2024. július 9.    |
| 25.  | 12. | Lyukassz ki (Pierce Me)                              | Tony Kluck                               | Neena Beber                 | 1998. július 27. 2024. július 10.   |
| 26.  | 13. | Írd le, mi fáj (Write Where It Hurts)                | Karen Hyden, Guy Moore és Gloria DePonte | Glenn Eichler               | 1998. augusztus 3. 2024. július 10. |

### 3. évad (1999)
| Sor. | Év. | Cím                                         | Rendező                                     | Író                           | Premier                              |
| ---- | --- | ------------------------------------------- | ------------------------------------------- | ----------------------------- | ------------------------------------ |
| 27.  | 1.  | Daria! (Daria!)                             | Karen Disher                                | Glenn Eichler és Peter Elwell | 1999. február 17. 2024. július 16.   |
| 28.  | 2.  | Sötét lencsén át (Through a Lens Darkly)    | Guy Moore                                   | Glenn Eichler                 | 1999. február 24. 2024. július 11.   |
| 29.  | 3.  | Öreg és szép (The Old and the Beautiful)    | Gloria DePonte                              | Rachelle Romberg              | 1999. március 3. 2024. július 11.    |
| 30.  | 4.  | Beköszönt az ünnep (Depth Takes a Holiday)  | Tony Kluck                                  | Sam Johnson és Chris Marcil   | 1999. március 10. 2024. július 12.   |
| 31.  | 5.  | Daria sulitánca (Daria Dance Party)         | Guy Moore                                   | Peggy Nicoll                  | 1999. március 17. 2024. július 12.   |
| 32.  | 6.  | Az elveszett lányok (The Lost Girls)        | Gloria DePonte                              | Neena Beber                   | 1999. március 24. 2024. július 15.   |
| 33.  | 7.  | Dióhéjban ezt történt (It Happened One Nut) | Joey Ahlbum                                 | Rachel Lipman                 | 1999. július 7. 2024. július 15.     |
| 34.  | 8.  | Nyomorult Lane-ek (Lane Miserables)         | Guy Moore                                   | Anne D. Bernstein             | 1999. július 14. 2024. július 16.    |
| 35.  | 9.  | Jake szíve (Jake of Hearts)                 | Gloria DePonte                              | Dan Vebber                    | 1999. július 21. 2024. július 17.    |
| 36.  | 10. | Országúti csapda (Speedtrapped)             | Joey Ahlbum                                 | Sam Johnson és Chris Marcil   | 1999. július 28. 2024. július 17.    |
| 37.  | 11. | Lawndale-akták (The Lawndale File)          | Guy Moore                                   | Peter Elwell                  | 1999. augusztus 4. 2024. július 18.  |
| 38.  | 12. | Csak egy kis víz (Just Add Water)           | Gloria DePonte és Tony Kluck                | Peggy Nicoll                  | 1999. augusztus 11. 2024. július 18. |
| 39.  | 13. | Jane hozzátesz (Jane's Addition)            | Joey Ahlbum, Aaron Augenblick és Tony Kluck | Glenn Eichler                 | 1999. augusztus 18. 2024. július 19. |

### 4. évad (2000)
| Sor. | Év. | Cím                                           | Rendező                               | Író                | Premier                             |
| ---- | --- | --------------------------------------------- | ------------------------------------- | ------------------ | ----------------------------------- |
| 40.  | 1.  | Partner panasz (Partner's Complaint)          | Karen Disher                          | Glenn Eichler      | 2000. február 25. 2024. július 19.  |
| 41.  | 2.  | Antiszoc felkapaszkodók (Antisocial Climbers) | Tony Kluck                            | Jill Cargerman     | 2000. március 3. 2024. július 22.   |
| 42.  | 3.  | Lawndale-ben fa nő (A Tree Grows in Lawndale) | Pat Smith                             | Peter Elwell       | 2000. március 10. 2024. július 22.  |
| 43.  | 4.  | Álmaim gyilkossága (Murder, She Snored)       | Guy Moore                             | Peggy Nicoll       | 2000. március 17. 2024. július 23.  |
| 44.  | 5.  | A K betűs szó (The F Word)                    | Tony Kluck                            | Rachelle Romberg   | 2000. március 31. 2024. július 23.  |
| 45.  | 6.  | Utálom a parádét (I Loathe a Parade)          | Guy Moore                             | Dan Vebber         | 2000. április 7. 2024. július 24.   |
| 46.  | 7.  | Emberi Kapcsolatok (Of Human Bonding)         | Pat Smith                             | Anne D. Bernstein  | 2000. április 14. 2024. július 24.  |
| 47.  | 8.  | Pszichoterápia (Psycho Therapy)               | Tony Kluck                            | Neena Beber        | 2000. június 28. 2024. július 25.   |
| 48.  | 9.  | A sötétség piaca (Mart of Darkness)           | Guy Moore                             | Rachelle Romberg   | 2000. július 5. 2024. július 25.    |
| 49.  | 10. | A pláza legendái (Legends of the Mall)        | Pat Smith                             | Peter Elwell       | 2000. július 12. 2024. július 26.   |
| 50.  | 11. | Angyali érintés (Groped by an Angel)          | Tony Kluck                            | Jonathan Greenberg | 2000. július 19. 2024. július 26.   |
| 51.  | 12. | Tűz van! (Fire!)                              | Guy Moore                             | Peggy Nicoll       | 2000. július 26. 2024. július 29.   |
| 52.  | 13. | Fess, drágám, fess! (Dye! Dye! My Darling)    | Karen Disher, Pat Smith és Ted Stearn | Glenn Eichler      | 2000. augusztus 2. 2024. július 29. |

### 5. évad (2001)
| Sor. | Év. | Cím                                        | Rendező                                   | Író                          | Premier                              |
| ---- | --- | ------------------------------------------ | ----------------------------------------- | ---------------------------- | ------------------------------------ |
| 53.  | 1.  | Buborék (Fizz Ed)                          | Karen Disher                              | Glenn Eichler                | 2001. február 19. 2024. július 30.   |
| 54.  | 2.  | Savanyú évforduló (Sappy Anniversary)      | Guy Moore                                 | Anne D. Bernstein            | 2001. február 27. 2024. július 30.   |
| 55.  | 3.  | Dagadt, mint én (Fat Like Me)              | Ted Stearn                                | Peggy Nicoll                 | 2001. március 5. 2024. július 31.    |
| 56.  | 4.  | Tábor félelem (Camp Fear)                  | Pat Smith                                 | Jonathan Greenberg           | 2001. március 12. 2024. július 31.   |
| 57.  | 5.  | D története (The Story of D)               | Guy Moore                                 | Jacquelyn Reingold           | 2001. március 19. 2024. augusztus 1. |
| 58.  | 6.  | Szerencsés sztrájk (Lucky Strike)          | Ted Stearn                                | Peter Elwell                 | 2001. március 26. 2024. augusztus 1. |
| 59.  | 7.  | Művészi égés (Art Burn)                    | Pat Smith                                 | Dan Vebber                   | 2001. április 2. 2024. augusztus 2.  |
| 60.  | 8.  | Egyszerre csak egy "J" (One J at a Time)   | Guy Moore                                 | Ron Corcillo és A. J. Poulin | 2001. május 21. 2024. augusztus 2.   |
| 61.  | 9.  | Élet a múltban (Life in the Past Lane)     | Ted Stearn                                | Anne D. Bernstein            | 2001. május 28. 2024. augusztus 5.   |
| 62.  | 10. | Kiborító nagynéni (Aunt Nauseam)           | Pat Smith                                 | Jacquelyn Reingold           | 2001. június 4. 2024. augusztus 5.   |
| 63.  | 11. | Díj vadászok (Prize Fighters)              | Guy Moore                                 | Neena Beber                  | 2001. június 11. 2024. augusztus 6.  |
| 64.  | 12. | Az estém Daria-éknál (My Night at Daria's) | Ted Stearn                                | Peggy Nicoll                 | 2001. június 18. 2024. augusztus 6.  |
| 65.  | 13. | Daria és a doboz (Boxing Daria)            | Anthony Davis, Karen Disher és Tom Marsen | Glenn Eichler                | 2001. június 25. 2024. augusztus 7.  |